# Thermanaerovibrio velox
Thermanaerovibrio velox è una specie di batterio appartenente alla famiglia delle Syntrophomonadaceae.